# أنطونيو دال مونتي
أنطونيو دال مونتي (بالإيطالية: Antonio Dal Monte)‏ هو طبيب إيطالي، ولد في 31 أكتوبر 1931 في روما في إيطاليا.